# العلاقات الباهاماسية الرومانية
العلاقات الباهاماسية الرومانية هي العلاقات الثنائية التي تجمع بين باهاماس ورومانيا.

## مقارنة بين البلدين
هذه مقارنة عامة ومرجعية للدولتين:
| وجه المقارنة                                              | باهاماس      | رومانيا                                                                               |
| --------------------------------------------------------- | ------------ | ------------------------------------------------------------------------------------- |
| المساحة (كم2)                                             | 13.88 ألف    | 238.40 ألف                                                                            |
| عدد السكان (نسمة)                                         | 395.36 ألف   | 19.59 مليون                                                                           |
| الكثافة السكانية (ن./كم²)                                 | 28.48        | 82.17                                                                                 |
| العاصمة                                                   | ناساو        | بوخارست                                                                               |
| اللغة الرسمية                                             | لغة إنجليزية | اللغة الرومانية                                                                       |
| العملة                                                    | دولار بهامي  | ليو روماني                                                                            |
| الناتج المحلي الإجمالي (بليون دولار)                      | 12.16 مليار  | 211.80 مليار                                                                          |
| الناتج المحلي الإجمالي (تعادل القوة الشرائية) بليون دولار | 8.92 مليار   | 465.56 مليار                                                                          |
| الناتج المحلي الإجمالي الاسمي للفرد دولار أمريكي          | 22.82 ألف    | 9.47 ألف                                                                              |
| الناتج المحلي الإجمالي للفرد دولار أمريكي                 |              | 23.63 ألف                                                                             |
| مؤشر التنمية البشرية                                      | 0.790        | 0.793                                                                                 |
| رمز المكالمات الدولي                                      | +1242        | +40                                                                                   |
| رمز الإنترنت                                              | .bs          | .ro                                                                                   |
| المنطقة الزمنية                                           | 00           | ت ع م+02:00، ت ع م+03:00، أوروبا/بوخارست ‏، توقيت شرق أوروبا، توقيت شرق أوروبا الصيفي ‏ |

## منظمات دولية مشتركة
يشترك البلدان في عضوية مجموعة من المنظمات الدولية، منها:
| علم المنظمة | اسم المنظمة                               | تاريخ انضمام باهاماس | تاريخ انضمام رومانيا |
| ----------- | ----------------------------------------- | -------------------- | -------------------- |
|             | مؤسسة التنمية الدولية                     | 23 يونيو 2008        | 12 أبريل 2014        |
|             | مؤسسة التمويل الدولية                     | 8 ديسمبر 1986        | 23 سبتمبر 1990       |
|             | منظمة حظر الأسلحة الكيميائية              | ?                    | ?                    |
|             | الأمم المتحدة                             | 18 سبتمبر 1973       | 14 ديسمبر 1955       |
|             | الاتحاد الدولي للاتصالات                  | 19 أغسطس 1974        | 9 فبراير 1866        |
|             | منظمة الشرطة الجنائية الدولية             | ?                    | ?                    |
|             | البنك الدولي للإنشاء والتعمير             | 21 أغسطس 1973        | 15 ديسمبر 1972       |
|             | الاتحاد البريدي العالمي                   | ?                    | ?                    |
|             | المركز الدولي لتسوية المنازعات الاستشارية | 18 نوفمبر 1995       | 12 أكتوبر 1975       |
|             | وكالة ضمان الاستثمار متعدد الأطراف        | 4 أكتوبر 1994        | 10 سبتمبر 1992       |
|             | يونسكو                                    | 23 أبريل 1981        | 27 يوليو 1956        |
|             | الفريق المعني برصد الأرض                  | ?                    | ?                    |

## وصلات خارجية
- موقع وزارة الخارجية الرومانية